# أحمد البراء الأميري
أحمد البراء الأميري (1363- 1445هـ/ 1944- 2023م) أديب وشاعر سوري، وداعية مربٍّ، وكاتب مترجم، وأستاذ جامعي. عضو رابطة الأدب الإسلامي العالمية. وهو ابنُ الأديب الكبير والشاعر الدبلوماسي عمر بهاء الدين الأميري.

أحمد البراء الأميري في شبابه

## ولادته ودراسته
وُلد أبو عمر، أحمد البراء بن عمر بهاء الدين الأميري، في 18 شعبان 1363 هـ الموافق 7 أغسطس (آب) 1944 م، في قرية قرنايل في لبنان، حيث كان والداه يقضيان إجازة الصيف.
حصل على شهادة الثانوية العامة (الفرع العلمي) في حلب عام 1963، ثم انتسب إلى قسم اللغة الإنكليزية في كلية الآداب بجامعة دمشق، ومنها حصل على الإجازة (ليسانس) عام 1967، ثم حصل على إجازة (ليسانس) أُخرى من كلية الشريعة بجامعة دمشق عام 1972.
ثم أكمل دراسته العليا في السعودية، فحصل على شهادة (ماجستير) في الدراسات الإسلامية من جامعة الإمام محمد بن سعود عام 1982، وكان موضوع رسالته (إبراهيم عليه السلام ودعوته في القرآن الكريم). ثم حصل على شهادة الدكتوراه من جامعة البنجاب.

## وظائفه وأعماله
درَّسَ اللغة الإنكليزية ستَّ سنوات؛ ثلاثًا في مدينته حلب، وثلاثًا في المدينة المنوَّرة التي انتقل إليها عام 1390هـ/ 1970م. ثم غادر للعمل في الرياض، فاشتغل في مجال الترجمة والتعريب بين الإنكليزية والعربية نحو ثلاث سنوات، ثم عمل مدرِّسًا في جامعة الإمام محمد بن سعود الإسلامية، في معهد اللغة العربية لغير الناطقين بها منذ إنشائه، وقضى فيه عشر سنين. ثم انتقل إلى كلية التربية بجامعة الملك سعود، مدرِّسًا للثقافة الإسلامية واستمرَّ في عمله هذا عشر سنين أُخرى.
وفي عام 1416هـ/ 1995م حين أُسنِدَ إلى صديقه الحميم الدكتور محمد بن أحمد الرشيد وِزارةُ المعارف (التربية والتعليم) في السعودية، طلب إلى مدير جامعة الملك سعود الموافقة على نقل خِدْمات ألأميري إلى الوِزارة؛ ليستفيد من خِبراته، فانتقل للعمل مستشارًا للوزير مدَّة وِزارته، إلى عام 1426هـ/ 2005م، وكان معه في مكتب الوزير كل من الشيخ عبد الرحمن الباني والشيخ الدكتور محمد بن لطفي الصباغ. ووجَّه الدكتور الرشيد شكرًا خاصًّا في كتابه (مسيرتي مع الحياة) ص474 إلى إخوانه ومستشاريه الثلاثة في وِزارة المعارف، الباني والصباغ والأميري؛ معترفًا بفضلهم وجميل صُنعهم، ومقامهم العلمي الرفيع.
ثم عمل قرابة سنتين في مكتب التربية العربي لدول الخليج، ليستقر به المقام أخيرًا في شركة العبيكان للتعليم مترجمًا وعضوَ لجنة إقرار الكتب للطباعة (قسم الكتب الأجنبية).
نشِطَ أحمد البراء في عقد دورات لتعليم اللغة العربية في جنوب إفريقيا، وإلقاء محاضرات وأمسيَّات شعرية، وإقامة دورات تدريبية في تطوير الذات، وكتابة مقالات في الصحف، وإعداد أحاديثَ لإذاعة القرآن الكريم وإذاعة الرياض في السعودية، والمشاركة في مؤتمرات أدبية وندَوات ثقافية.

## مؤلفاته
صدرت له بعض الكُتب، منها:
1. اللياقات الست: دروسٌ في فنِّ الحياة
2. أيها الأصدقاء تعالَوا نختلف (نظرات في فقه الائتلاف)
3. أريد أن أعيش أكثر من حياة
4. فن التفكير
5. كيف ننتفع بالقرآن الكريم
6. إبراهيم عليه السلام ودعوته في القرآن الكريم
7. فقه دعوة الأنبياء في القرآن الكريم
8. الأميريات، من روائع شعر عمر بهاء الدين الأميري
9. ديوان شعر (مخطوط)، نشر كثيرًا منه في موقعه بشبكة الألوكة، وفي مجلة الأدب الإسلامي، وفي غيرهما.

ونُشر له العديد من المقالات والقصص المترجمة والقصائد في المجلات والصحف العربية، مثل: الفيصل، والمجلة العربية، والمسلمون، والبلاغ، والمجتمع، وأهلًا وسهلًا.
وشارك في عدد من المؤتمرات الأدبية والإسلامية.

## شعره
تميَّز شعره بالرقة والعذوبة، وتوهُّج العاطفة، وسهولة التعبير، ويكفي التمثيلُ لشعره بقصيدة ومقطَّعة:
يقول في مقطَّعة له بعنوان (هل دواءٌ مثلُ حب؟!)
ويقول في قصيدته (حنين إلى الشهباء):

## وفاته
أصيب في سنواته الأخيرة بداء السرطان، وتوفي في مدينة الرياض مساء الثلاثاء 4 ربيع الأول 1445هـ الموافق 19 سبتمبر (أيلول) 2023م، ونُقل جثمانه إلى المدينة المنوَّرة، وصُلِّي عليه في المسجد النبوي بعد صلاة الظهر من يوم الخميس 6 ربيع الأول 1445هـ الموافق 21 سبتمبر (أيلول) 2023م، ودُفن في مقبرة البقيع.